# Гувно Село
Гувно Село (алб. Gumnasellë) је насеље у општини Липљан, Косово и Метохија, Република Србија.

## Становништво
| Демографија | Демографија | Демографија |
| Година      | Становника  | Становника  |
| ----------- | ----------- | ----------- |
| 1948.       | 478         |             |
| 1953.       | 524         |             |
| 1961.       | 545         |             |
| 1971.       | 684         |             |
| 1981.       | 814         |             |
| 1991.       | 927         |             |